# Masonius fasciatus
Masonius fasciatus är en stekelart som beskrevs av Marsh 1993. Masonius fasciatus ingår i släktet Masonius och familjen bracksteklar. Inga underarter finns listade i Catalogue of Life.